# Kirsten van de Ven
Kirsten van de Ven, née le 11 mai 1985 à Heesch, est une footballeuse néerlandaise évoluant au poste de milieu de terrain. Internationale néerlandaise (86 sélections et 18 buts depuis 2004), elle évolue au Tyresö FF. Elle a marqué deux buts au cours de l'Euro 2009.